# Dreieck Porz
Dreieck Porz is een knooppunt in Duitse deelstaat Noordrijn-Westfalen.
Bij dit onvolledig knooppunt in het stadsdeel Porz in Keulen sluit de A559 vanuit Köln-Deutz aan op de A59 Dreieck Köln-Heumar-Bonn.

## Verkeersintensiteiten
De A59 telt 63.500 voertuigen ten noorden van het Dreieck Porz in 2009. In 2005 reden dagelijks 94.000 voertuigen ten zuiden van het knooppunt en 64.000 voertuigen over de A559. Dit telt samen 127.500 voertuigen, wat dus niet kan kloppen daar het Dreieck Porz een splitsing is. Daarnaast is het aantal van 127.500 voertuigen op een 2+3 snelweg enigszins onwaarschijnlijk.

## Richtingen knooppunt
| Aansluitende wegen                               | Aansluitende wegen | Aansluitende wegen                    | Aansluitende wegen | Aansluitende wegen                                  |
| ------------------------------------------------ | ------------------ | ------------------------------------- | ------------------ | --------------------------------------------------- |
|                                                  |                    | richting Olpe / Düsseldorf Oberhausen |                    |                                                     |
|                                                  |                    |                                       |                    |                                                     |
| richting Keulen / -Porz -Gremberghoven Aken (A4) |                    |                                       |                    |                                                     |
|                                                  |                    |                                       |                    |                                                     |
|                                                  |                    |                                       |                    | richting Luchthaven Keulen-Bonn Bonn / Königswinter |